# Propaganda
A propaganda (a latin propagare szóból = „terjeszteni”) az emberek befolyásolása azzal a bizonyos szándékkal, hogy az ítéletüket vagy cselekedetüket egy meghatározott irányba terelje. Olyan meggyőzési technikák összessége, hogy egy nézetet vagy ideológiát minden rendelkezésre álló eszközzel terjesszenek.
A propaganda célja általában bizonyos nézetek vagy szándékosan hamis információk terjesztése a közvélemény manipulálása érdekében.
Nem szabad összekeverni a reklámmal, annak ellenére, hogy néha olyan megfogalmazást alkalmaznak, mint a kereskedelmi vagy turisztikai propaganda.
A hasonló jelentéstartalommal bíró fogalomként a reklám hirdetései a cégek által kereskedelembe bocsátott termékek és szolgáltatások ismertségét szándékoznak növelni a nagyobb profit elérése érdekében.
A történelemben és a jelenben egyaránt leggyakrabban a politikai kommunikáció használja, de egy vallás vagy szemlélet (felfogás) népszerűsítésére is alkalmazzák. A propaganda egyik fő problémája a tárgy (nézet) különböző oldalai (pluralizmus) bemutatásának szándékos elmulasztása.

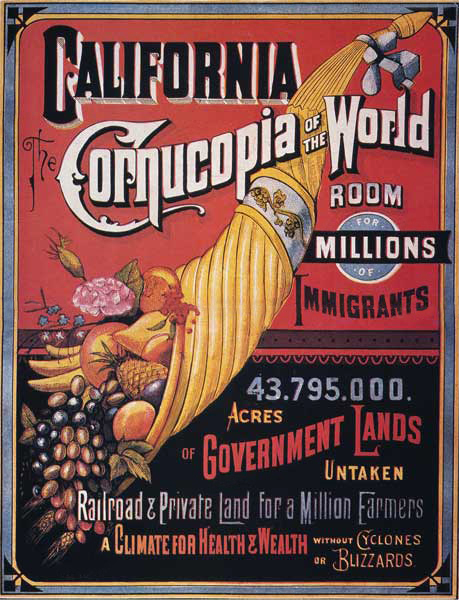
A bevándorlók Kaliforniába költöztetését népszerűsítő plakát

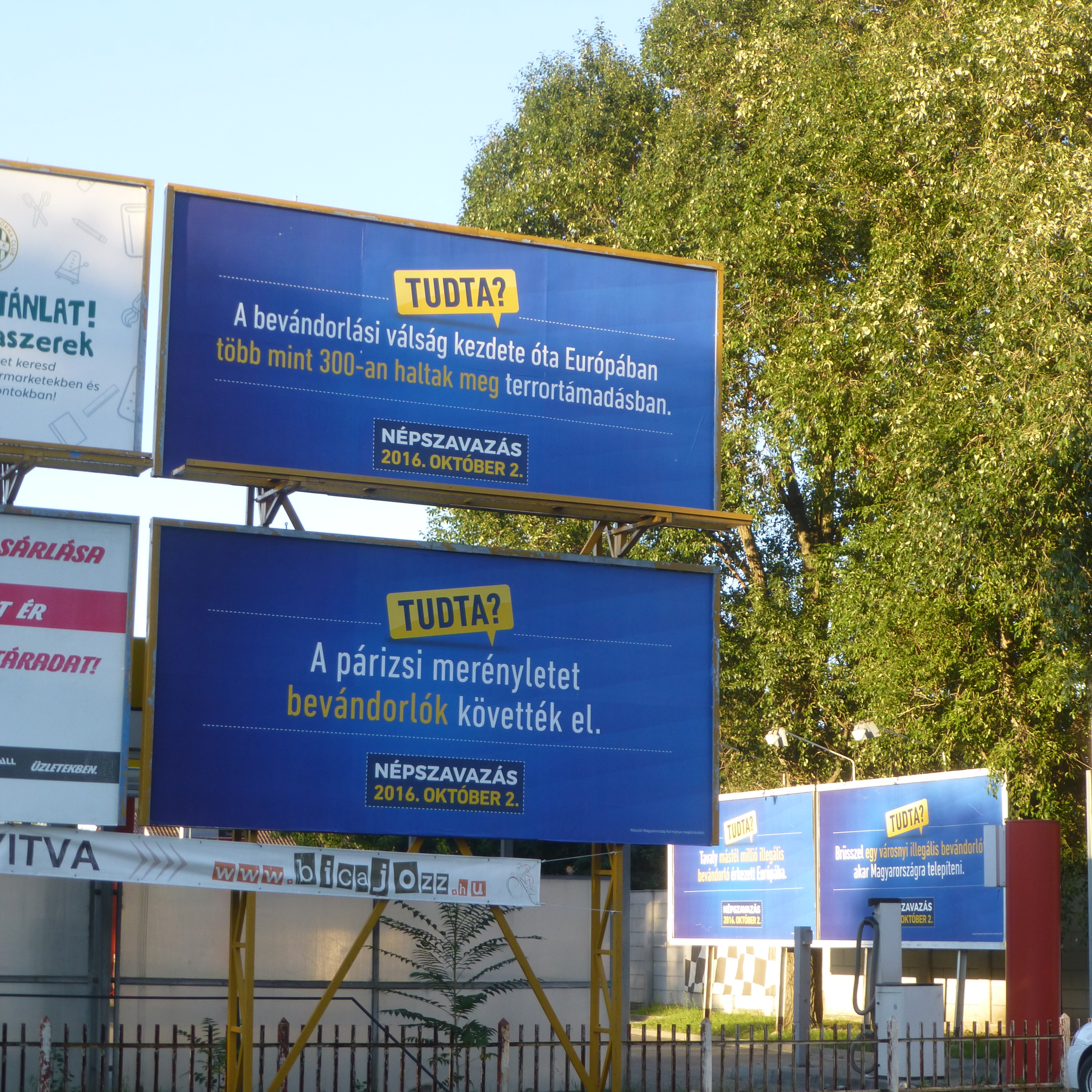
Propagandaplakátok Magyarországon, Szegeden 2016-ban

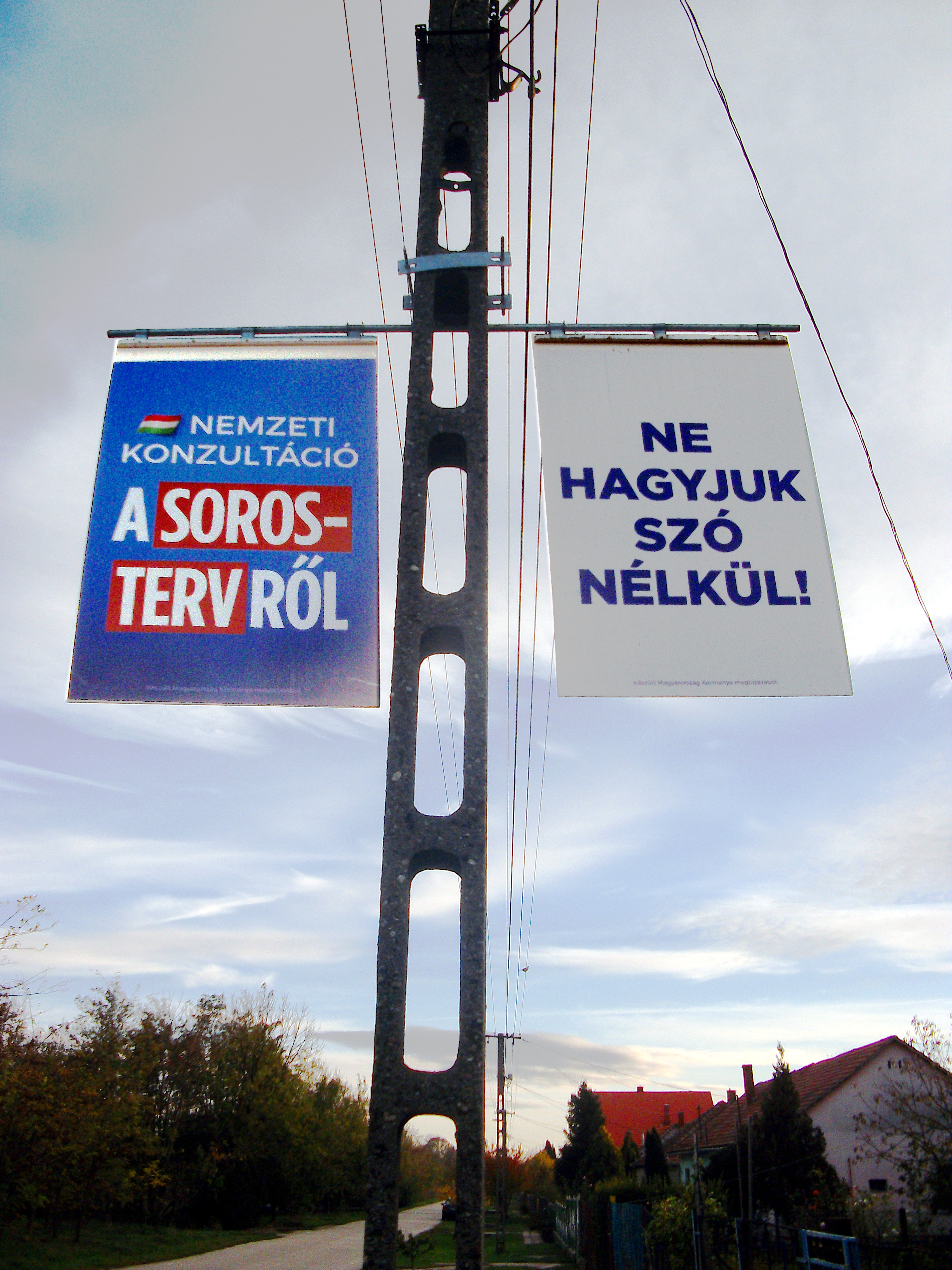
A fiktív Soros-tervvel riogató, Nemzeti konzultációt hirdető plakátok a Fejér megyei Zichyújfaluban

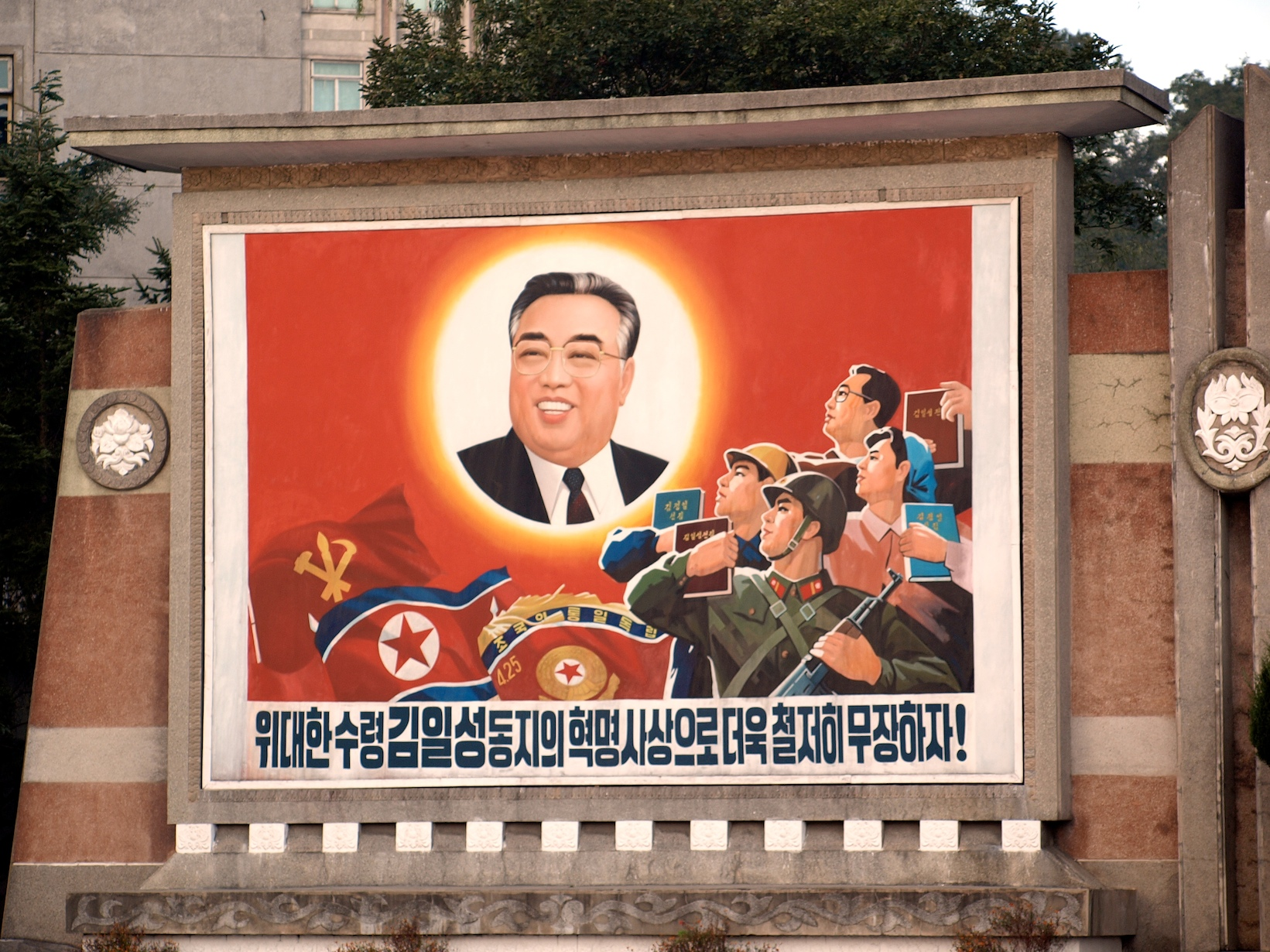
Plakát Kim Ir Szen fotójával Észak-Koreaában

## A szó eredete
Maga a kifejezés latin eredetű. Eredetileg a szó a katolikus egyház 1622-ben létrehozott adminisztratív szerve, az úgynevezett Congregatio de Propaganda Fide nevéből származik. A szervezet tevékenységének középpontjában a nem katolikus országokban való hittérítés állt.
Az 1790-es évektől fogva a kifejezést a világi propagandatevékenységre is alkalmazták. A propaganda kifejezés negatív konnotációja a 19. század közepén alakult ki, amikor a politikai szférában használni kezdték.

## Fogalma, meghatározásai
Csepeli György a propaganda lényegéről szólva abból indul ki, hogy: „Az emberi közlés – különösen az intézmények által szervezett és továbbított közlés – sohasem véletlenszerű, mindig szándékok, érdekek vannak mögötte. A közlőnek mindig valamilyen célja van a közleménnyel és ez a célba juttató akarat voltaképpen nem esik távol a »szaporítás, ültetés« kertészeti képétől”.

## Típusai és módszerei
A propaganda célja egy célcsoport meggyőzése, ennek érdekében készítői felhasználják a kommunikációval, viselkedéskutatással és pszichológiával kapcsolatos korszerű ismereteket. Maguk az információterjesztési stratégiák akkor számítanak propagandának, ha propagandisztikus üzenettel párosulnak. A propagandának több módszere is jól ismert:
- Az argumentum ad hominem (latinul „személy elleni érvelés”, „személyeskedés”), vagy röviden ad hominem olyan érvelési hiba, amely a vitapartner személyét, tulajdonságait, vagy személyes érdekeit veszi célba, esetleg cselekedeteit, szavait használja fel vele szemben, gyakran elvonva a figyelmet arról, amit a másik fél állít.
- A félelemre való rájátszás, az érzelmek, személyes érdekek és a pánik kihasználása elterjedt propagandafogásnak számít.
- Előfordul, hogy a megfoghatatlan fenyegetést egyetlen, démonizált személyhez kötik, a veszélyesnek tartott politika erőhöz egy ismert arcot társítanak. A sztálini Szovjetunióban Trockijt vádolták valamennyi ellenzéki, rendszerellenes tevékenység szervezésével, és ez az elfogult Trockij-kép szolgálhatott Orwell számára mintául Emmanuel Goldstein megalkotásakor. Újabban több publicista is felhívta a figyelmet az Oszáma bin Láden és Goldstein közötti párhuzamosságra.[6] Magyarországon a harmadik Orbán-kormány Soros György ellen folytatott kampányát hasonlították egyesek az Orwell-regénybeli állami kampányhoz.[7] (A 2015-ös menekültválság óta a Fidesz-KDNP vezette magyar kormány folyamatosan intenzíven kampányol a magyar ellenzék és az Európai Unió vezető politikusai, valamint a háborúk elől menekülő emberek ellen.[8][9] 2016-ban népszavazást is tartott a közel-keleti és afrikai bevándorlók letelepedésével kapcsolatban.[10])
- A náci kártya, más szóval Hitlerrel való párhuzamba állítás (reductio ad Hitlerum) széles körben alkalmazott retorikai fogásnak számít, mely alkalmas a vitapartner vagy a más véleményen álló politikai erő megbélyegzésére. (A „nemzetiszocialista” terminus helyett – Sztálin nézőpontjának megfelelően – a „fasiszta” vagy „hitlerista” kifejezés vált elterjedtté, így a politikai közbeszédben a nácizással egyenértékű a fasisztázás.) A módszer logikai hibái ellenére alkalmas arra, hogy az alapján vessenek el egy elképzelést vagy tevékenységet, hogy azt a nemzetiszocialisták is magukénak vallották.
- Egyes politikai döntések esetében vagy nagy veszteséggel járó háborúknál a mindenkori véleményformálók nagy hangsúlyt fektetnek az ellenség démonizálására, dehumanizálására, az atrocitások felnagyítására. Szinte minden történelmi korból adódhat példa: a Magyarország elleni 1521-es török támadást például Behram csausz – a valóságban meg nem történt – meggyilkolásával vagy megkínzásával magyarázták.
- Valótlan állítások tényekkel való szándékos keverése, melynek célja a széles tömegek félre tájékoztatása, valamely fél lejáratása. Például a második világháborút követően a szovjet propaganda úgy állította be a Képes Figyelő hasábjain Krudy Ádám egykori kassai repülőtér-parancsnok visszaemlékezéseiben a kassai bombázást, mintha azt egyértelműen beazonosított német gépek követték volna el, holott a valóságban nem sikerült teljes bizonyossággal megállapítani a támadó bombázók felségjelét. A feltételezések alapján szovjet, vagy román gépek voltak.[11]

## Alapjai

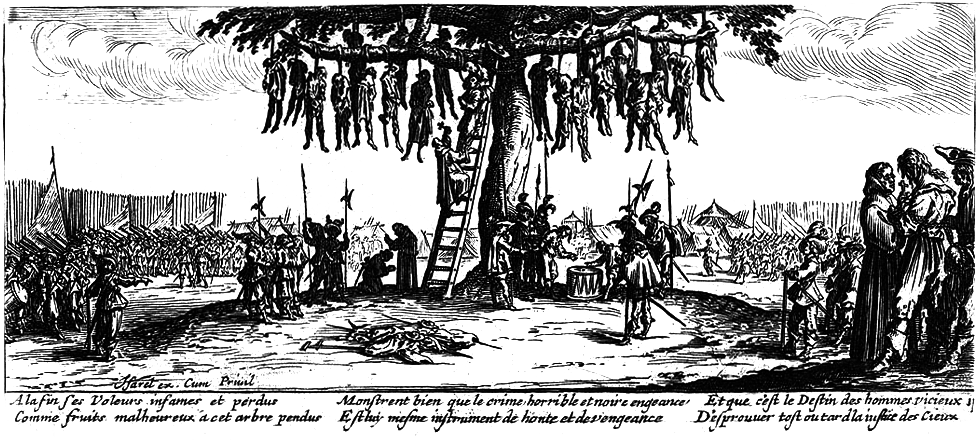
A háború borzalmai (Les misères de la guerre). Jacques Callot metszete

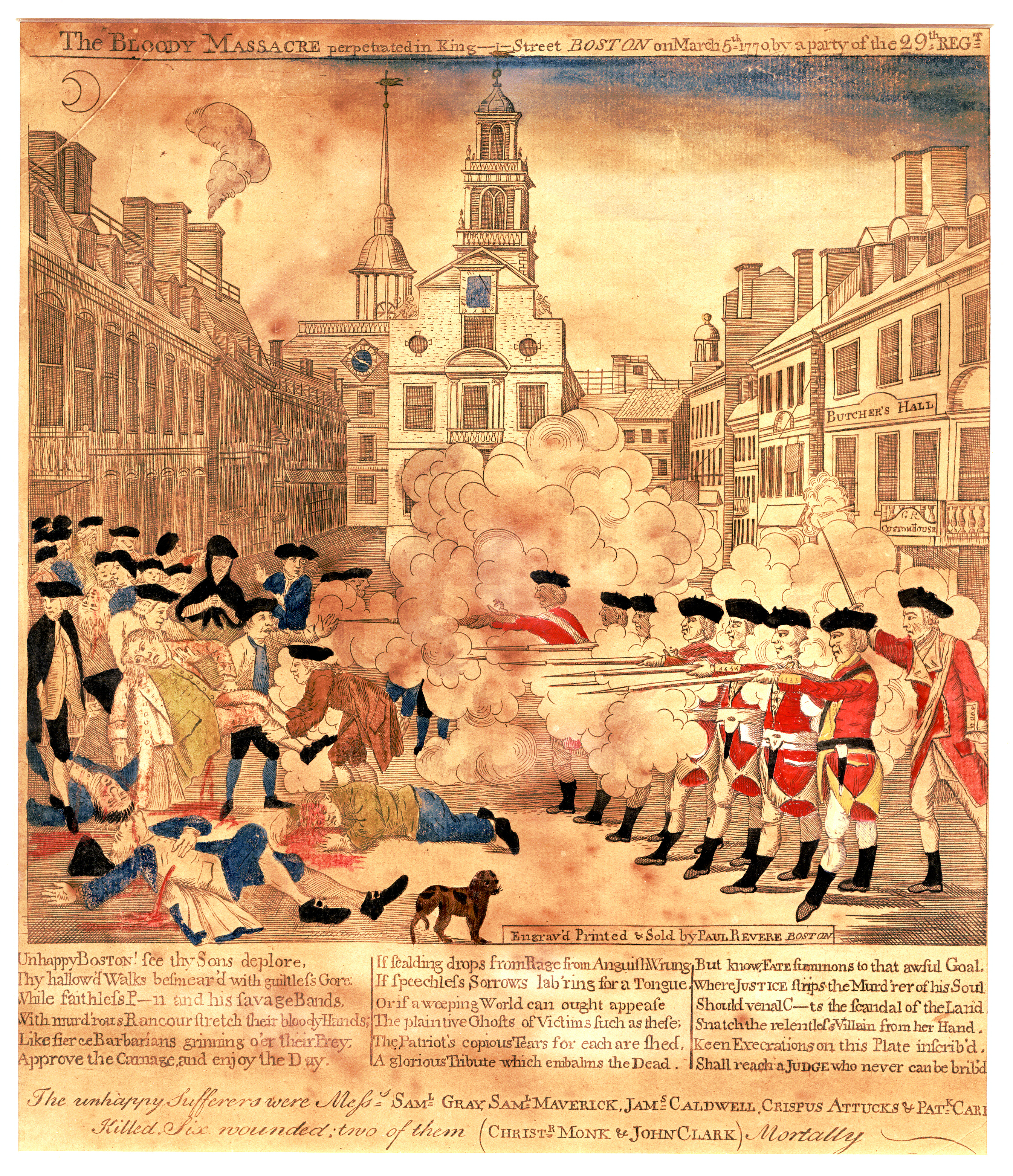
A brit egységek 1770-es támadása öt amerikai életét követelte. Az összecsapást a gyarmati lakosság a súlyos elnyomás bizonyítékának hozta fel és bostoni mészárlásként emlegette

A propaganda kezdetei elválaszthatatlanok a mindenkori vezető réteg legitimáló szándékaitól és a politikai nyilvánosság megszületésétől. Az ókorban nagy számban keletkeztek mind képi ábrázolások (szobrok, emlékművek, éremveretek), mind irodalmi művek (dicsőítő versek, dalok), melyek az uralkodó vagy az elitcsoportok melletti kiállásra és az ellenséggel szembeni harcra buzdítottak. Az I. Dárajavaus perzsa király Kr. e. 520 körül keletkezett behisztuni feliratát is korai propagandaterméknek tekintik.
A politikai propaganda megszületésének a késő középkort és a kora újkort tekintjük, amikor egyrészt létrejött egy korábbinál szélesebb világi értelmiségi réteg, másrészt megjelent a könyvnyomtatás. Utóbbinak a röplapok, pamfletek és az első újságok révén óriási véleményformáló ereje volt, hasonlóan a metszetekhez és a nyomtatásban terjedő térképekhez. A korábban többnyire dinasztikus céllal alkalmazott propagandát a 16–17. század vallási és ideológiai küzdelmei tették a mindennapok részévé: egyfelől katolikusok és protestánsok álltak egymással szemben, másrészt ekkoriban fenyegette a nyugati kereszténység területeit az Oszmán Birodalom. Különösen a harmincéves háború idején számított elterjedtnek az eltérő felekezetű ellenség által elkövetett atrocitások középpontba állítása, így Magdeburg 1631-es elfoglalásáról 20 újság, 200 pamflet és 40 képes nyomtatvány adott hírt.
A modern propaganda felfedezése a filléres sajtó és egyben a tömegkommunikáció megszületése után történt, mikor először figyelhették meg, milyen hatása van egy cikknek, képnek, szövegnek az emberekre, a közvéleményre. Az első (még nem tudatos) propaganda Pulitzer József és William Randolph Hearst lapmágnások között kitört verseny eredményeként született, Pulitzer a lapjain keresztül olyan mértékű spanyolellenes hangulatot teremtett, hogy az 1898-ban a spanyol–amerikai háború kitöréséhez vezetett.
A propaganda hatékony fegyver volt egy háborúban. Miután felismerték a fent említett háború kitörésében a propaganda szerepét, tudatos formában először az első világháborúban használtak. Képes elemberteleníteni és gyűlöletet szítani a külső vagy belső ellenség ellen. Technikája: speciális szavak használata vagy éppen bizonyos szavak elkerülése, mellyel az ellenség által (általában) el nem követett bűnöket tudatosítja az emberekben, és egyúttal félelmet kelt, általában mozgósítja őket a cselekvésre.

## Modern propaganda

### 19. század
A 19. században a propaganda modern jelenségnek számított, elválaszthatatlan volt a társadalom iskolázottabb és politikailag aktív rétegeinek megerősödésétől. A korabeli kormányzatok politikájuk során rászorultak a közvélemény támogatására. Figyelemre méltó példának számított az 1857-es indiai felkelés, melynek során a Brit Kelet-indiai Társaság uralma ellen fellázadt szipojokat angol nők és lányok elleni nemi erőszakkal vádolták. A brit tömegsajtó nem minden esetben valós tudósításai elősegítették azon vélemények kialakítását, mely szerint az indiaiak a brit gyarmatosítók civilizációjára szoruló vademberek.
Gabriel Tarde 1890-es, valamint Gustave Le Bon 1897-ben kiadott munkája írta körül először a kor propagandatechnikáit, elképzeléseik sok író véleményére gyakoroltak hatást, többek között Sigmund Freudra és Hitlerre, akit jelentősen befolyásolt Le Bon elmélete.
A 19. század egyik legjelentősebb és legszéleskörűbb propagandisztikus tevékenysége az abolicionisták Egyesült Államok-béli és Nagy-Britannia területén való működése volt, melynek legjellemzőbb és máig ható példája, hogy a déli államok (Konföderáció) megtörését a rabszolgaság elleni küzdelemként interpretálták, holott a polgárháború kitörésében kevés része volt a fekete rabszolgák ügyének. Az abolicionisták érzelmekre ható és széles rétegekhez forduló tevékenységének példája a Tamás bátya kunyhója, mely a déli államokban a polgárháború előtt valóságos Tamás bátya-ellenes irodalmat váltott ki.

### Első világháborús propaganda
A modern propaganda fontos állomásának tekinthetjük az első világháborút. Az első totális háborúban – melyet állampolgárok tömegeinek frontra vezénylése, a rendkívül súlyos harctéri veszteségek és a hátország létrejötte jellemzett – mindkét katonai tömb fontos feladatnak tartotta a katonák és civilek meggyőzését. Az antant háborús propagandájának fontos részét képezte a központi hatalmak által elkövetett vélt vagy valós atrocitások gyakori és nem egy esetben igaztalan felemlegetése. Ilyen háborús propagandának számított többek között „Belgium megerőszakolása” a németek által, mely a semleges országok szimpátiájának megnyerését szolgálta. Szintén az első világháború alatt, 1917 áprilisában a The Times azt állította, hogy a németek megfőzik halott katonáik testét, és szappant és egyéb termékeket készítenek belőle. 1925-ben Austen Chamberlain akkori brit külügyi államtitkár elismerte, hogy a „tetemgyár” története hazugság volt. A központi hatalmak atrocitásaira építő első világháborús brit propaganda mozgósítóerejét mutatta, hogy később a nácik sok brit propaganda-technikát alkalmaztak.
Bár a németekénél csekélyebb számban, de több esetben kapott sajtónyilvánosságot az osztrák–magyar alakulatok kivégzéseinek említése. Ezzel szemben az osztrák–magyar propaganda középpontjában az orosz hadsereg által elkövetett atrocitások álltak; többek között az ausztriai zsidó újságok foglalkoztak az oroszok erőszakos galíciai viselkedésével.

### Totalitárius rendszerek

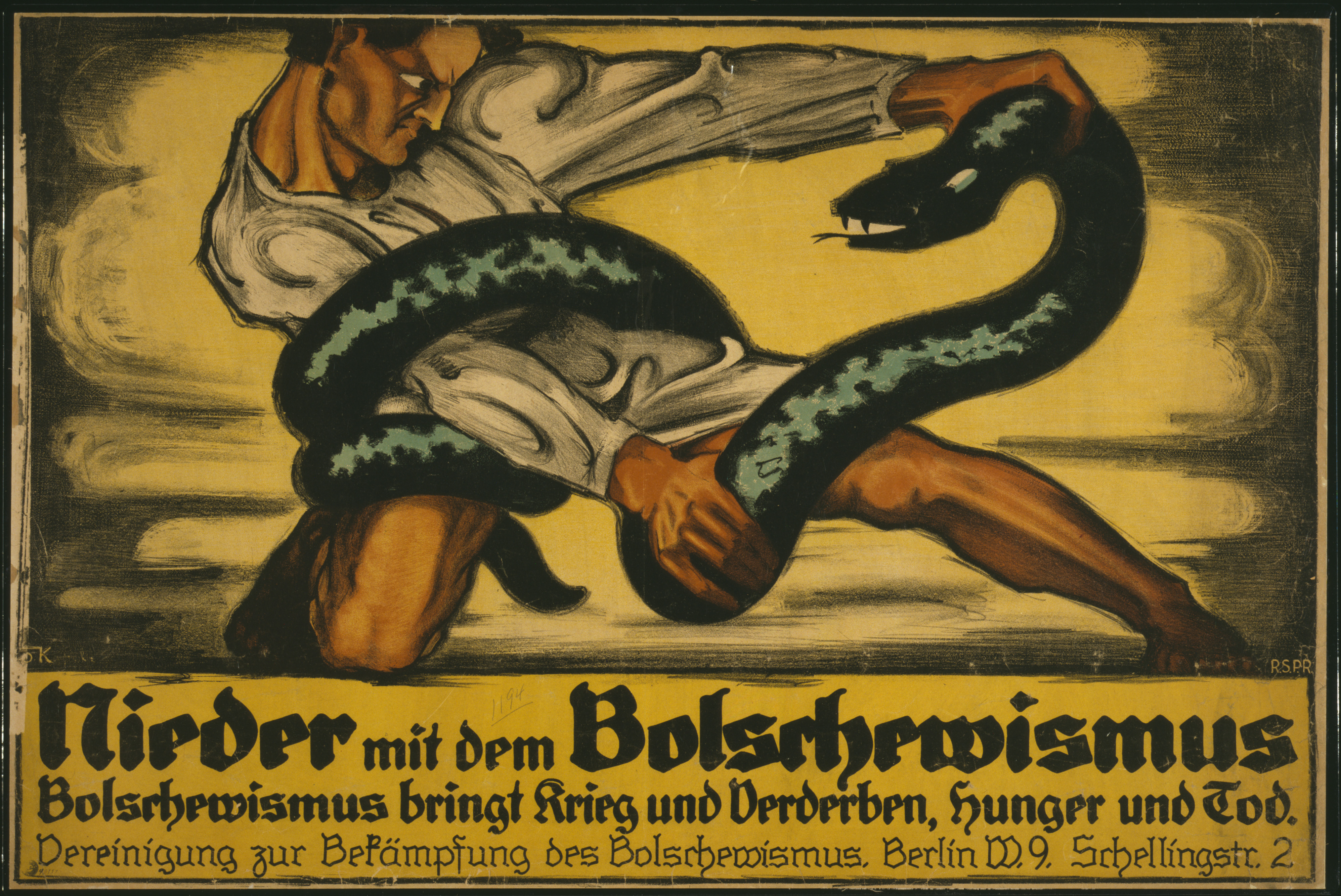
Antikommunista propaganda poszter. A kígyó a bolsevizmus, amely háborút, pusztítást, éhséget és halált hoz (1919)

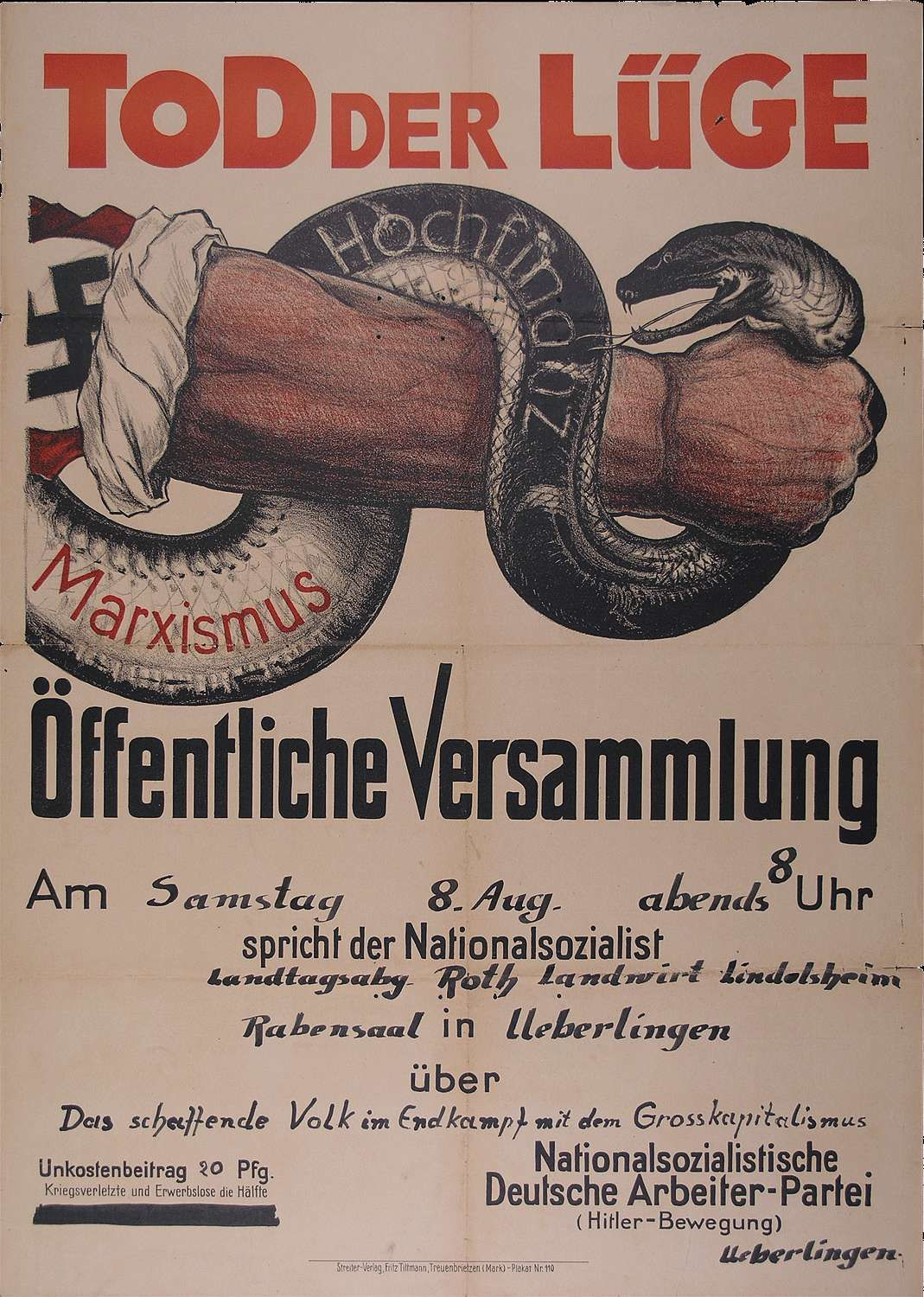
Náci propagandaplakát: „Halál a hazugságra” (A kígyón: marxizmus és nagytőke)

Az általános választójog bevezetése (Németországban és Angliában 1918-ban) és a tömegpártok megjelenése – az első ilyen a 19. század végi szociáldemokrata párt volt – a politikai mondanivaló leegyszerűsítését vonta maga után, maga az 1920-as években megjelenő hitleri propaganda a tömegek erre való hajlamát használta ki. A modern értelemben vett propaganda az 1930-as években született, megteremtője Joseph Goebbels volt, utóbbi céljának a Harmadik Birodalomban élő közellenség (a zsidók) lejáratása, a tömegek fanatizálása számított. Ez a fajta tevékenység oly mértékben elkülönült minden addigi kormányzati munkakörtől, hogy a Birodalom külön propagandaminisztériumot hozott létre, melynek vezetője Joseph Goebbels lett. Soha azelőtt nem foglalkoztak ennyire behatóan a kommunikációval. Az általa kitalált rendszer oly tökéletesen működött és működik mind a mai napig, hogy például a sztálini majd a valamivel enyhébb szocialista propaganda, csakúgy mint az amerikai, vagy bármely más, szinte minimális változtatásokkal vette át, és alkalmazta, alkalmazza napjainkban is. Csupán a jelszavak és a képek változtak tájanként, országonként, pártonként stb.
Az 1917 utáni Szovjet-Oroszországra, majd a későbbi Szovjetunióra sajátos kettősség volt jellemző, ugyanis egymással párhuzamosan létezett a nagyorosz nacionalizmus, az orosz nagyhatalmi terjeszkedő politika és azt kiszolgáló diplomáciai testület, másrészről az európai szélsőbaloldali erők hatalomátvételét célzó forradalmi agitáció és antikapitalista retorika. A sztálinizmus szigorúan centralizált propagandáját gyakran jellemezték éles irányváltások, mint a szociáldemokraták „szociálfasiszta” megítélésével szakító népfrontpolitika vagy az 1939–1941 közötti német-szovjet együttműködés során. A szocializmus idején az ifjúsági szervezetekben kötelező jelleggel volt „agitprop”, azaz agitáció- és propagandafelelős, aki a szocialista eszmék terjesztésével foglalkozott. A kommunista propaganda annyiban tért el a modern propagandától, hogy a befogadóközönséget nemcsak meggyőzni kívánta, hanem átalakítani is: a cél a szocialista embertípus létrehozása volt.

### Második világháborús propaganda

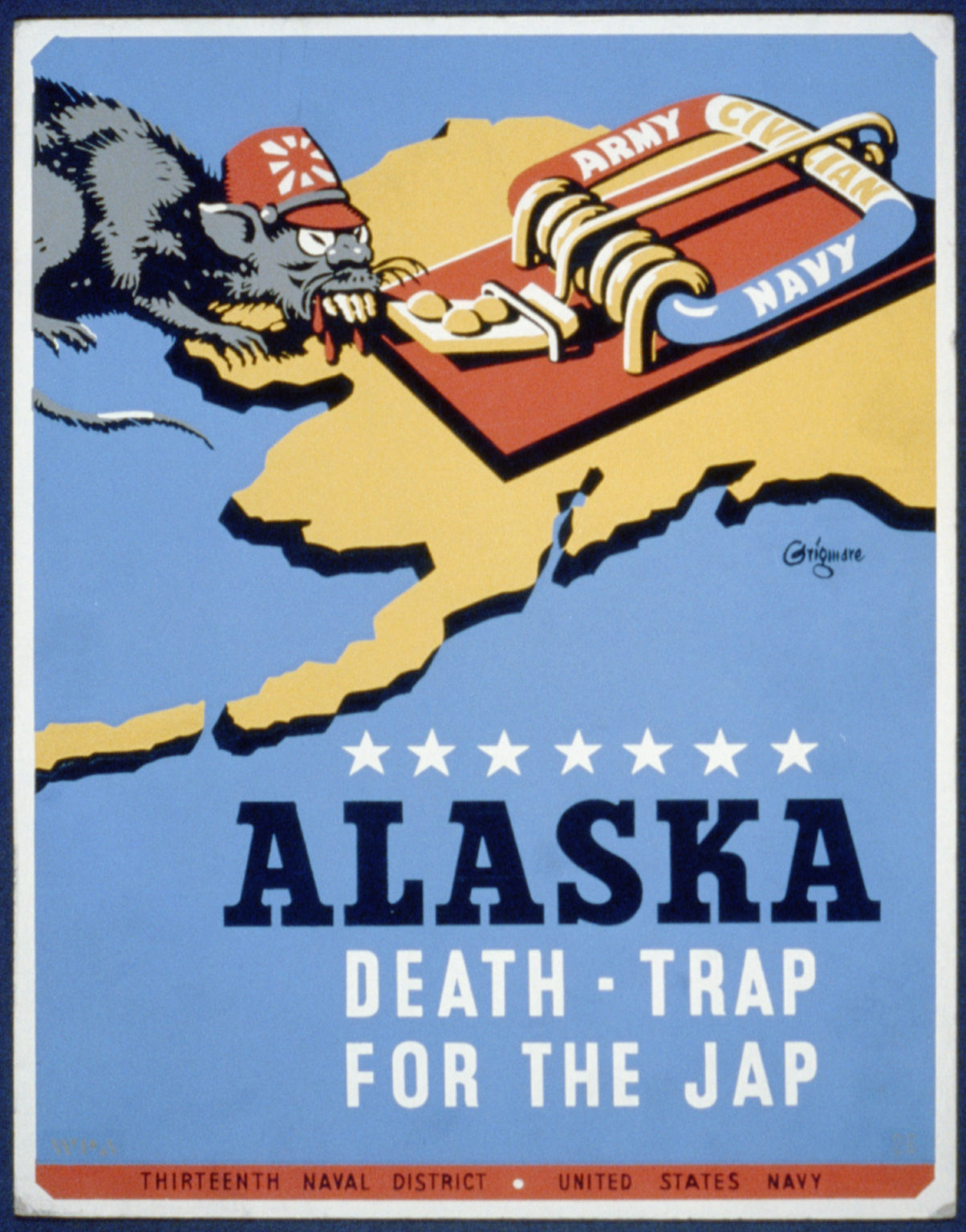
Amerikai poszter az alaszkai japán támadásról

A második világháború folyamán mindkét fél élt a propaganda eszközeinek szinte teljes tárházával.
Az Amerikai Egyesült Államok több mint 200 000 különböző fajtájú plakátot nyomtatott. Ezeket a plakátokat legtöbbször közintézmények környékén helyezték ki, és témái között a toborzás, a haditermelés növelése szerepeltek. Számos képregény is született propaganda célból. Superman a német nyugati falat (Siegfried-vonal) támadta meg. Az ország olyan szórólapokat nyomtatott, amelyeket repülőgépekkel juttattak el ellenséges területre, hogy az ottani lakosságot és katonaságot megadásra késztesse. Hollywoodban filmeket is készítettek, ahol az olaszokat, németeket, japánokat ellenszenves tulajdonsággal ruházták fel. Bemutattak olyan filmet, ami a kémek ténykedéséről szólt; volt olyan film is, amelyben egy angliai háziasszony háborús éveit jelenítették meg. A rádiót arra is használták, hogy a kódolt üzeneteket célba juttassák.
A britek is hasonló módszereket használtak. A rádióban 23 nyelven sugározták propagandaanyagaikat.
A németek is előszeretettel használták a plakátokat, amelyeket heroikus realista stílusban készítettek. A Völkischer Beobachter (Népi Figyelő) című újság volt a nácik hivatalos lapja, amelyben a nácik hőseit dicsőítették. Számos filmet is készítettek, de ezek többségét a háború előtt forgatták. A híradók nem az igazságról, hanem a németek igazságáról tájékoztattak.